# 한세사이버보안고등학교
한세사이버보안고등학교(翰世사이버保安高等學校)는 대한민국 서울특별시 마포구 아현동에 있는 사립 고등학교이다.

## 학교 연혁
- 1984년 7월 27일 : 정상봉 선생 학교법인 윤당학원 설립(초대 이사장 김성숙 여사 취임)
- 1994년 10월 5일 : 한세전산공업고등학교 설립 인가(전자계산기과 5학급)
- 1995년 3월 2일 : 제1회 입학식
- 1998년 2월 13일 : 제1회 졸업식
- 2000년 7월 10일 : 한세전산고등학교로 교명 변경, 학과 개편 멀티미디어통신과 3학급, 컴퓨터과 2학급
- 2006년 7월 18일 : 학과 개편 게임과(1학급), 로봇전자과(2학급), 해킹보안과(2학급)
- 2008년 5월 30일 : 한세사이버보안고등학교로 교명 변경
- 2011년 8월 8일 : 서울특별시교육청 ‘정보보안분야 특성화고등학교 지정’
- 2011년 12월 27일 : 신축교사로 학교이전
- 2012년~ 현재 : 중소기업-특성화고등학교 인력양성사업 선정 및 운영
- 2012년 8월 17일 : 학과 개편 게임과(1학급), U-센서네트워크보안과(2학급), 해킹보안과(2학급)
- 2014년 12월 22일 : 일학습병행 대학연계과정 협약 체결(한국산업기술대학교)
- 2015년 9월 1일 : 한세보안관제센터 설립 및 운영
- 2015년~ 현재 : 전국 중학생 정보보안 콘테스트 개최
- 2015년~ 현재 : 해외 연수 및 국제교류 사업(중기부, 교육청, 마포구 지원)
- 2017년~ 현재 : 사이버가디언즈 활동지원 사업 선정 및 운영
- 2019년 8월 7일 : 학과개편 게임과(1학급), 네트워크보안과(2학급), 해킹보안과(2학급)
- 2020년~ 현재 : 직업계고 학점제 선도학교 선정 및 운영
- 2020년~ 현재 : (주)코스콤 장학지원 사업 및 글로벌IT인재역량강화 프로그램 운영
- 2021년 6월 16일 : 서울특별시교육청 지정 인공지능(AI)고등학교 선정
- 2022년 8월 2일 : 학과개편 메타버스게임과(2학급), 클라우드보안과(2학급)
- 2023년 5월 17일 중소기업-특성화고 인력양성사업 운영 우수학교 선정
- 2023년 10월 18일 대한민국 중소기업혁신대전 기술인재부문 기관표창 수상(국무총리 표창)
- 2025년 2월 11일 제28회 졸업식
- 2025년 3월 4일 제31회 입학식

## 설치 학과
- (2025) 지능형소프트웨어과 1학급
- (2025) 메타버스게임과 1학급
- (2025) 클라우드보안과 2학급

## 참고 자료
- 한세사이버보안고등학교 - 한국교육학술정보원 학교알리미